# Трианда
Триа́нда или Ялис (греч. Τριάντα, Ιαλυσός) — город в Греции, на севере острова Родос, пригород Родоса. Расположен в 7 километрах к юго-западу от г. Родос и в 7 километрах к востоку от аэропорта «Диагорас» на побережье пролива Родос. Входит в общину (дим) Родос в периферийной единице Родос в периферии Южные Эгейские острова. Население 11 331 житель по переписи 2011 года. Площадь 16,7 квадратного километра.

## История
Предполагается, что город Ялис (Иалис, др.-греч. Ἰηλυσὸς) построен около 1500 года до н. э.
Был заселен в доисторический период. В Трианде найдены остатки минойского поселения, в холмах Макрья-Вунара и Мосху-Вунара найдены микенские кладбища 1700—1400 годов до н. э..
Ялис упоминается Гомером в «Списке кораблей» в «Илиаде»:
«…Но Триптолем Гераклид, как отец, и огромный и мощный,

Гордых родосцев, извел в девяти кораблях из Родоса,

Кои в родосской земле, разделенные на три колена,

Линд, Иялис и Камир белокаменный вкруг населяли…»
Был одним из шести городов Гексаполиса, позже дорийского пентаполя.
Согласно преданию основателем города был Иалис, сын Керкафа, брат Линда и Камира. По другому преданию Камир, Линд и Ялис основал Тлеполем и дал им имена данаид.

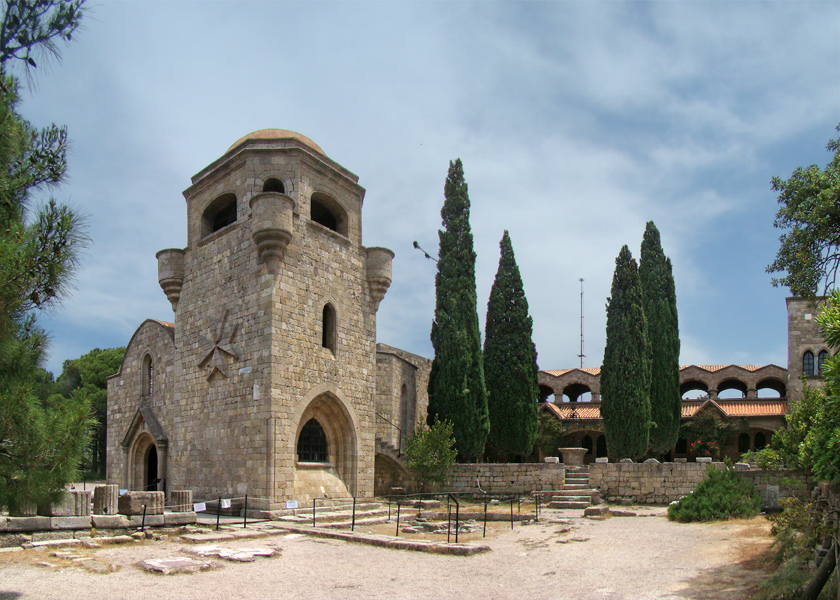
Монастырь Филеримос, XV век

Родос поддержал ионийское восстание. В 495 году до н. э. мидийский адмирал Датис захватил Родос. Надпись об этом найдена на Родосе и подтверждается табличками, найденными в Персеполе.
В классический период полисы Камир, Линд и Ялис входят в Первый афинский морской союз. В зимнюю кампанию двадцатого года Пелопоннесской войны (сентябрь 412—март 411 года до н. э.) по просьбе родосских олигархов пелопонесский наварх Миндар послал на Родос наварха Дориея, сына Диагора Родосского, с флотом из 13 триер, полученных от союзного города Фурии. Дорией прибыл в Камир и убедил жителей Камира, Ялиса и Линда выйти из афинского союза. В 408—407 гг. до н. э. родосские полисы Линд, Ялис и Камир объединились в одно государство и совместно основали город Родос, что способствовало превращению острова в крупнейший торговый центр Средиземноморья. В IV веке до н. э. Ялис пришел в упадок, после усиления соседнего Родоса.
Древний Ялис был построен вокруг холма Филеримос, где находился акрополь Охирома (Ὀχύρωμα) с памятниками античного и византийского периодов и периода франкократии. В III—II веках до н. э. здесь находится храм Афины Полиас, построенный на месте более старого храма классического периода V века до н. э., о чем можно судить по остаткам пола и терракотовым акрокерам или антефиксам. В хранилище на западной стороне найдена керамика и жертвенные дары IX—V веков до н. э. В надписях III—II века до н. э. помимо культа Афины упоминается культ Зевса Польеоса. В V—VI веке на месте древнего храма построена трехнефная базилика с атриумом. В северном нефе в X веке построена церковь с куполом. В период франкократии здесь находятся средневековый монастырь и церковь.

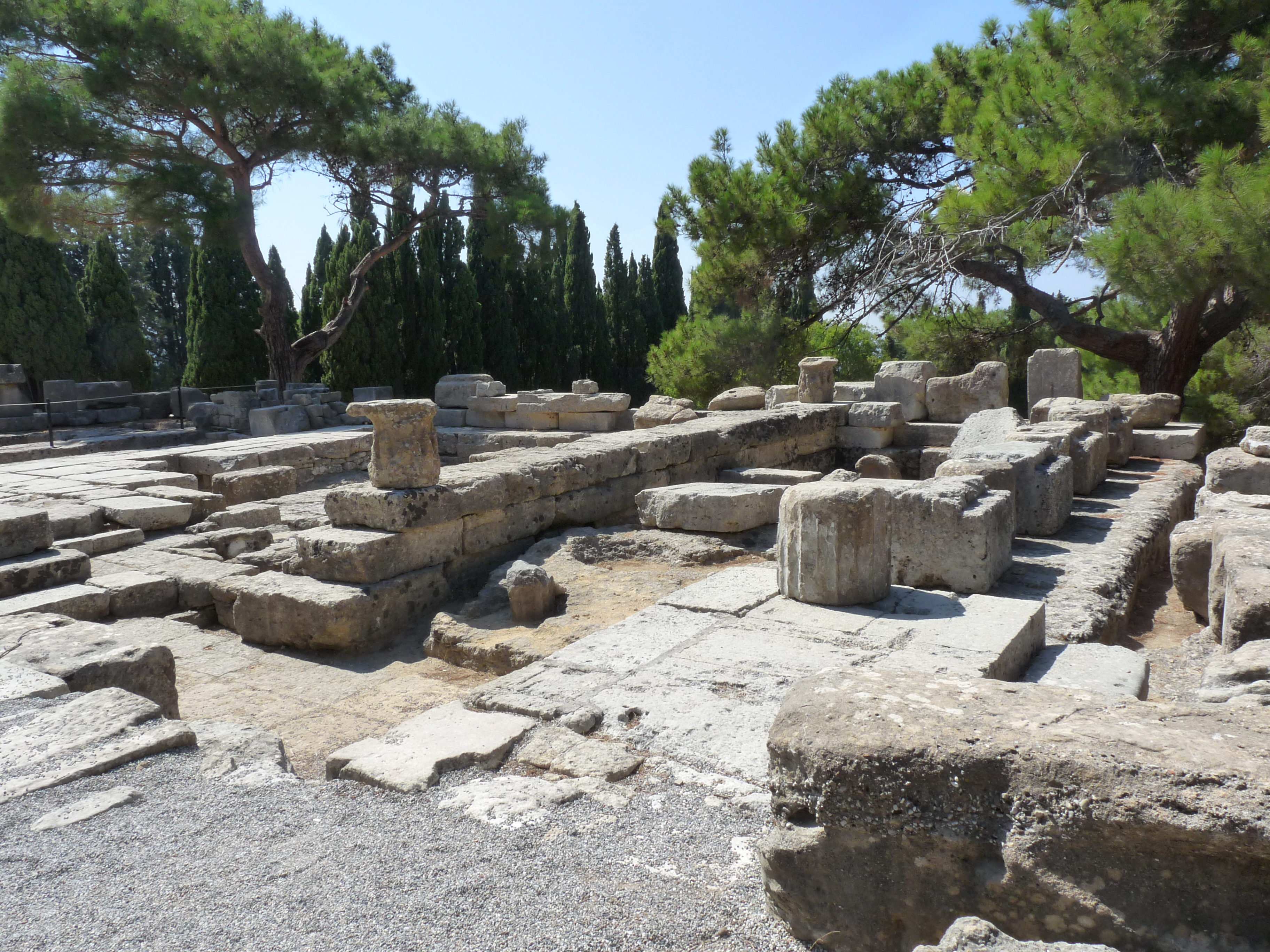
Храм Афины Полиас III—II века до н. э.

Храм Афины представлял собой дорический амфипростиль с тетрастилем или гексастилем, то есть с портиками с шестью или четырьмя колоннами на двух торцах, с пронаосом, целлой и опистодомом. В целле находилась статуя Афины и внутренняя колоннада.
Дорический фонтан IV века до н. э. был снабжен закрытой емкостью в скале, наполняемой водой с вершины холма по двум туннелям. Емкость была закрыта стеной из пороса исодомической кладки. Изливы в виде львиных голов сбрасывали воду из закрытой емкости в открытый бассейн, образованный шестью дорическими колоннами с каменными перегородками и портиком с шестью колоннами на фасаде.
В византийский период на восточной стороне были возведены укрепления из камня храма Афины, укрепления перестроены в период франкократии.
Найдены остатки кафоликона византийского монастыря конца X—начала XI века, крестообразное здание.
Церковь периода франкократии XIV века имела сводчатый потолок и две шестиугольные часовни.
Сохранилась подземная церковь Айос-Еорьос-Хостос XV века с фресками в эклектическом стиле.
Средневековый монастырь восстановлен в период итальянской оккупации. Двор-колодец окружен зданием с арочными портиками, ведущими в кельи для монахов в цокольном этаже и комнаты аббата в первом этаже.

## Раскопки
В период итальянской оккупации Итальянская археологическая школа проводила систематические раскопки в 1914 и 1923—1926 годах. Были раскопаны руины храма Афины и хранилище на западной стороне, а также был раскопан и восстановлен фонтан.

## Население
| Год  | Население, человек |
| ---- | ------------------ |
| 1991 | 6967               |
| 2001 | 10 111             |
| 2011 | ↗ 11 331           |